# Ernesto Samper Pizano
Ernesto Samper Pizano   (Bogotà, 3 d'agost de 1950) és un advocat, economista i polític colombià que ocupà la presidència de Colòmbia del 7 d'agost de 1994 al 7 d'agost de 1998. El seu mandat es va caracteritzar pel Proceso 8.000, que desvelà els nexes del narcotràfic amb la classe política colombiana, i les difícils relacions amb els Estats Units, país que per primer cop li va retirar el visat de turista a un president de la República de Colòmbia. Fou un dels presidents més populars de la història de Colòmbia i potser un dels mandataris que causà al país la pitjor crisi política, que va tenir repercussions econòmiques internes i externes.
Fill d'Andrés Samper Gnecco i Helena Pizano Pardo, després d'estudiar el batxillerat al Gimnasio Moderno, es va llicenciar en Dret i Economia a la Universidad Javeriana.